# Ligue des champions féminine du COSAFA
La Ligue des champions féminine du COSAFA est une compétition féminine de football rassemblant les meilleurs clubs du COSAFA. Créée en 2021, elle se déroule chaque année et sert de tournoi qualificatif pour la Ligue des champions de la CAF.

## Histoire
Annoncée dès août 2020, la création de la COSAFA Women's Champions League est confirmée par le COSAFA le 21 avril 2021. Cette création fait suite à celle de la Ligue des champions féminine de la CAF, au niveau continental. Elle sert de tournoi qualificatif zonal pour la compétition continentale, en plus d'être un trophée à part entière.
La première édition se déroule donc en août 2021 à Durban en Afrique du Sud. Les championnes d'Afrique du Sud en titre, les Mamelodi Sundowns, battent les Zimbabwéennes des Black Rhinos Queens 3-0 en finale et remportent le premier titre de l'histoire de la compétition. Elles remporteront ensuite la première Ligue des champions de la CAF.
La deuxième édition a lieu à nouveau à Durban en août 2022. En tant que tenantes du titre continental, les Mamelodi Sundowns sont déjà qualifiées pour la Ligue des champions de la CAF. La compétition zonale qualifie donc également une deuxième équipe. Les finalistes de l'édition précédente, les Black Rhinos Queens, ne peuvent prendre leur revanche à cause de la suspension de la fédération zimbabwéenne par la FIFA. Finalement, les Green Buffaloes remportent la compétition en battant les Mamelodi Sundowns aux tirs au but en finale (0-0, 6-5), prenant leur revanche sur les Sud-Africaines, qui les avaient éliminées en demi-finale en 2021.

## Palmarès

### Palmarès par saison
| Saison | Vainqueur                  | Finaliste           | Troisième                           | Quatrième                           | Meilleure buteuse                             |
| ------ | -------------------------- | ------------------- | ----------------------------------- | ----------------------------------- | --------------------------------------------- |
| 2021   | Mamelodi Sundowns          | Black Rhinos Queens | Green Buffaloes et Double Action    | Green Buffaloes et Double Action    | Melinda Kgadiete (5)                          |
| 2022   | Green Buffaloes            | Mamelodi Sundowns   | Double Action                       | Olympic de Moroni                   | Ireen Lungu (5)                               |
| 2023   | Mamelodi Sundowns          | Double Action       | Costa do Sol                        | Green Buffaloes                     | 6 joueuses (3)                                |
| 2024   | University of Western Cape | Gaborone United     | Young Buffaloes et Herentals Queens | Young Buffaloes et Herentals Queens | Bongeka Gamede (en) et Siphilisiwe Ndlovu (3) |

### Palmarès par club
|    | Club                       | Titres | Finales |
| -- | -------------------------- | ------ | ------- |
| 1. | Mamelodi Sundowns          | 2      | 1       |
| 2. | Green Buffaloes            | 1      | 0       |
| 2. | University of Western Cape | 1      | 0       |
| 4. | Black Rhinos Queens        | 0      | 1       |
| 4. | Double Action              | 0      | 1       |
| 4. | Gaborone United            | 0      | 1       |

### Palmarès par pays
|    | Pays           | Titres | Finales |
| -- | -------------- | ------ | ------- |
| 1. | Afrique du Sud | 3      | 1       |
| 2. | Zambie         | 1      | 0       |
| 3. | Botswana       | 0      | 2       |
| 4. | Zimbabwe       | 0      | 1       |

## Meilleures buteuses

### Meilleures buteuses par saison
| Saison | Meilleure buteuse   | Club                       | Buts |
| ------ | ------------------- | -------------------------- | ---- |
| 2021   | Melinda Kgadiete    | Mamelodi Sundowns          | 5    |
| 2022   | Ireen Lungu         | Green Buffaloes            | 5    |
| 2023   | 6 joueuses          | 6 joueuses                 | 3    |
| 2024   | Bongeka Gamede (en) | University of Western Cape | 3    |
| 2024   | Siphilisiwe Ndlovu  | Young Buffaloes            | 3    |

### Meilleures buteuses de l'histoire de la compétition
|    | Joueuse                | Club              | Buts |
| -- | ---------------------- | ----------------- | ---- |
| 1. | Andisiwe Mgcoyi        | Mamelodi Sundowns | 9    |
| 2. | Melinda Kgadiete       | Mamelodi Sundowns | 8    |
| 3. | Lelona Daweti          | Mamelodi Sundowns | 6    |
| 3. | Lesego Radiakanyo (en) | Double Action     | 6    |
| 5. | Ireen Lungu            | Green Buffaloes   | 5    |